# Tetraloniella fulvescens
Tetraloniella fulvescens är en biart som först beskrevs av Giraud 1863.  Tetraloniella fulvescens ingår i släktet Tetraloniella och familjen långtungebin. Inga underarter finns listade i Catalogue of Life.